# Homalopoma luridum
Homalopoma luridum är en snäckart som först beskrevs av Dall 1885.  Homalopoma luridum ingår i släktet Homalopoma och familjen turbinsnäckor. Inga underarter finns listade i Catalogue of Life.